# Rubus ulmifolius
Rubus ulmifolius, llamado zarzamora, entre otros numerosos nombres comunes, es una especie de arbusto de aspecto sarmentoso de la familia de las rosáceas y es popularmente conocido por sus frutos comestibles, llamados moras.

## Descripción

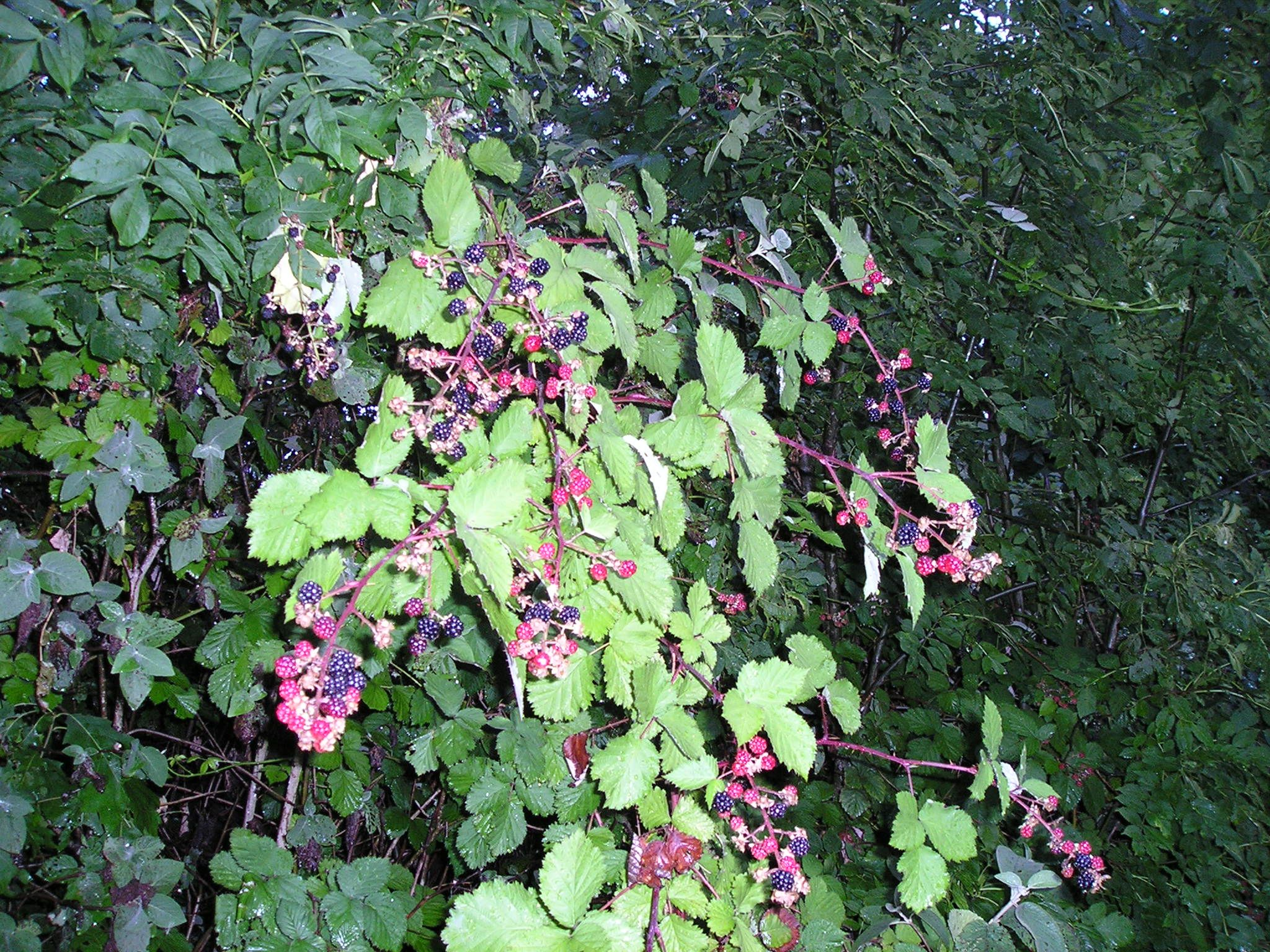
Frutos (moras) en diversos estadios de madurez in situ.

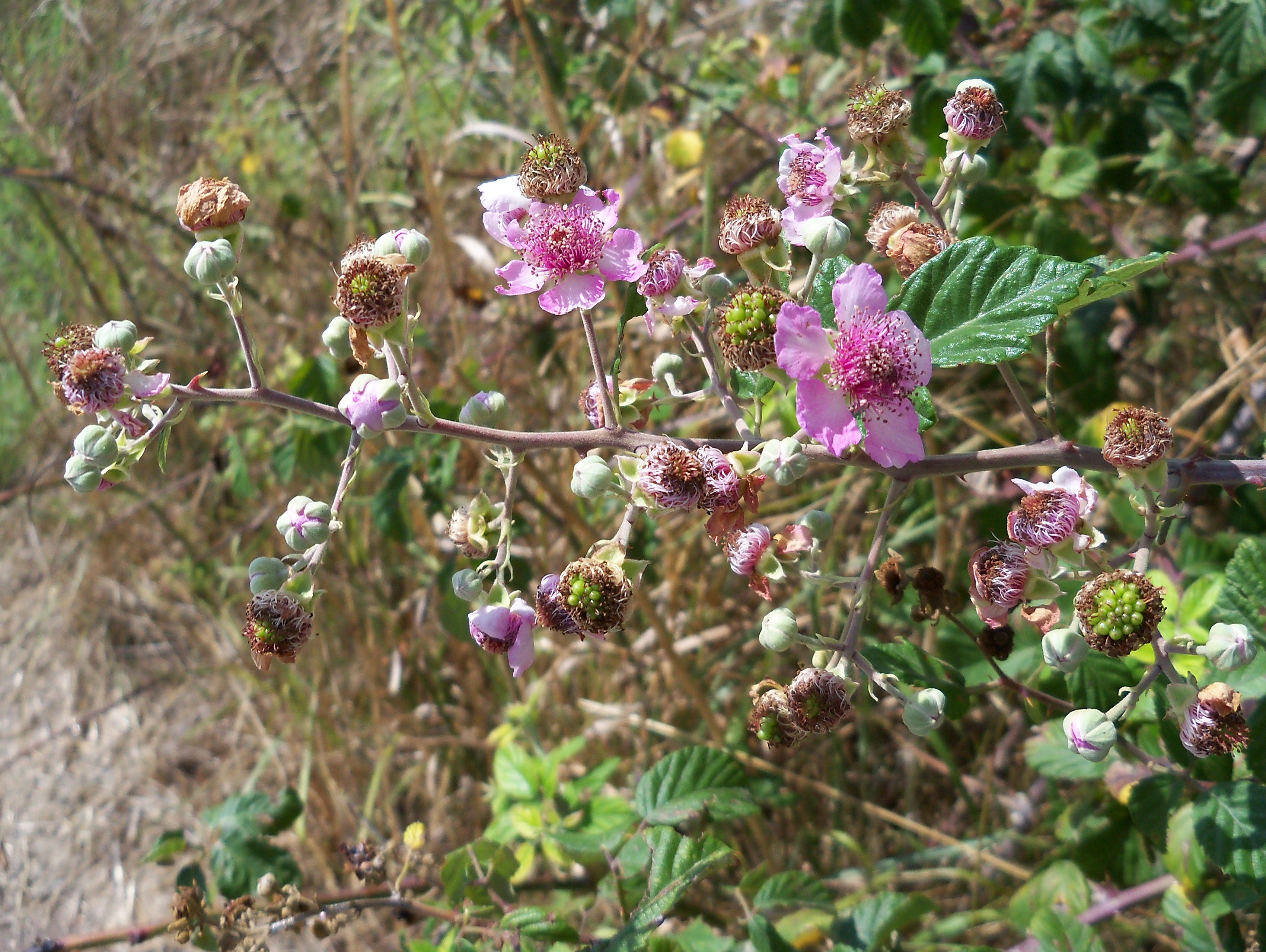
Diversos estadios de floración y fructificación.

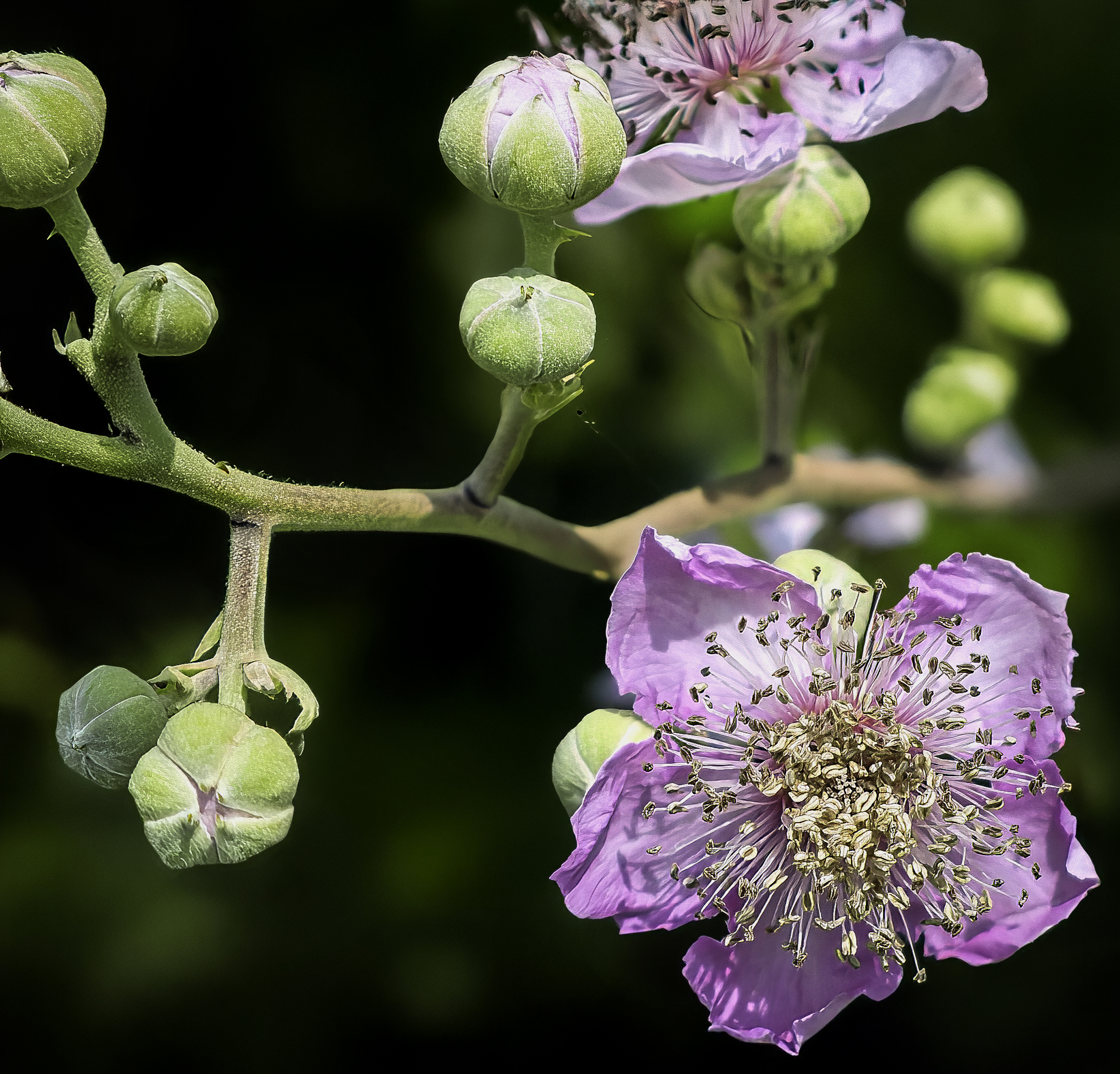
Flores.

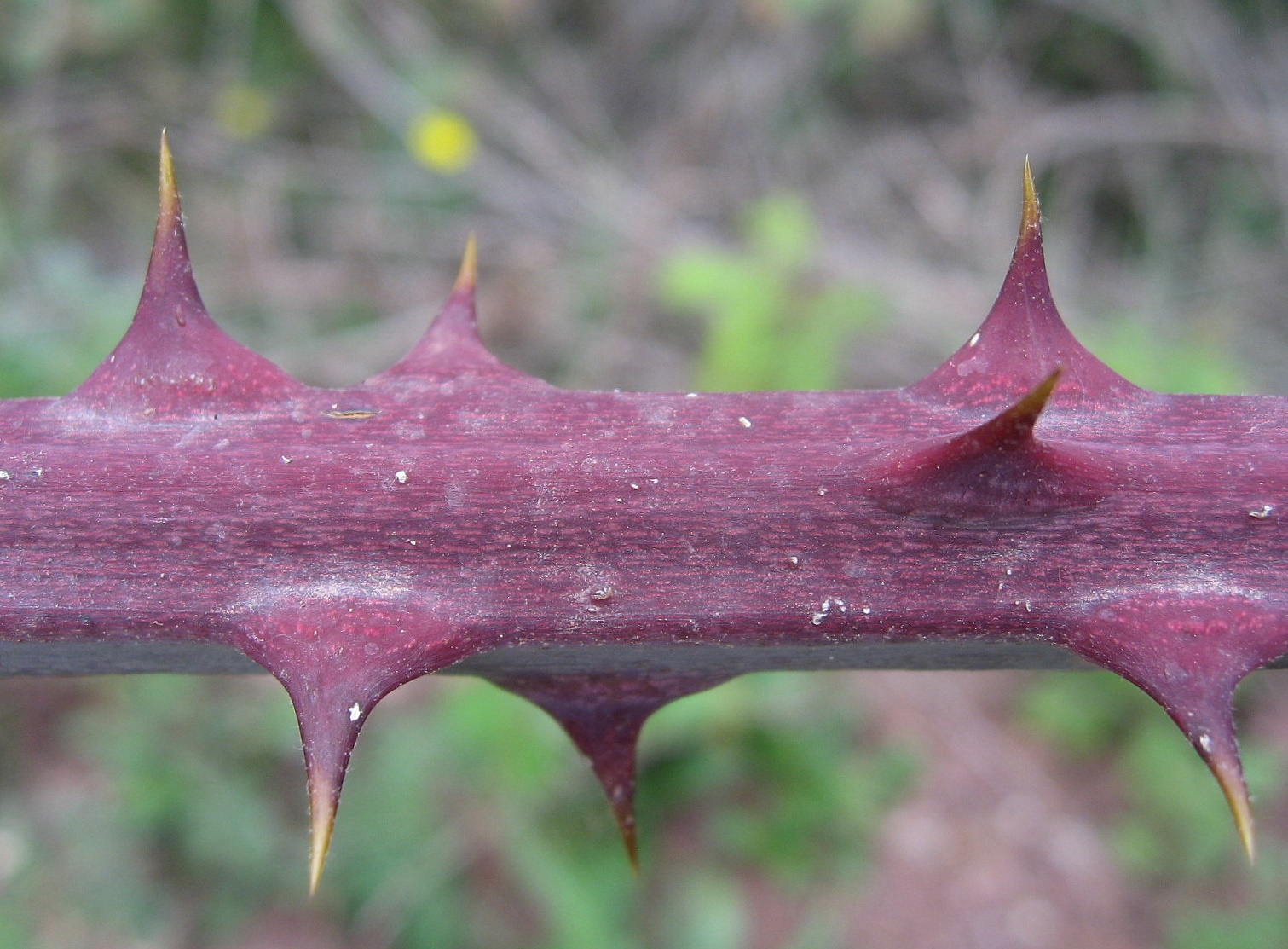
Detalle de las espinas.

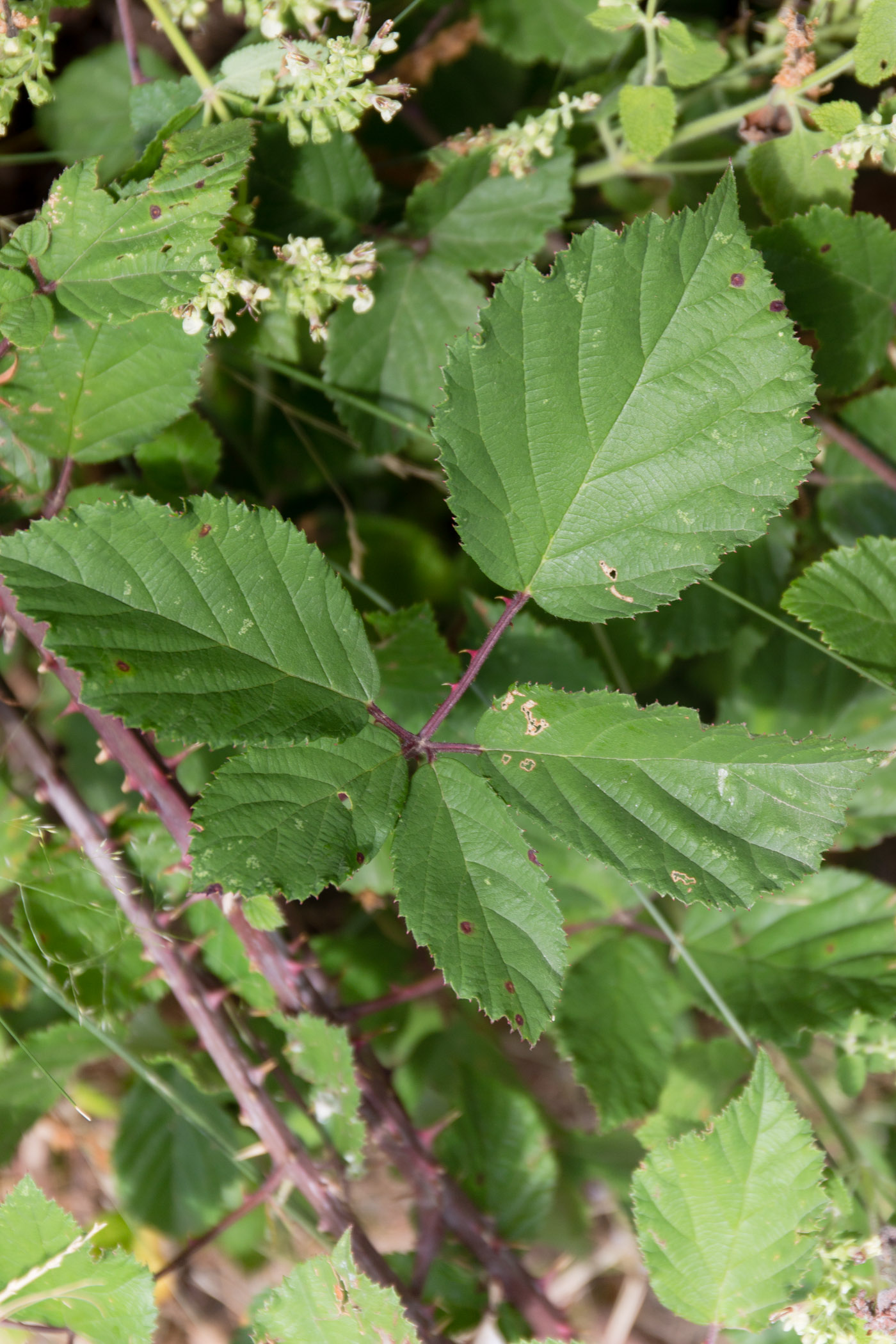
Las hojas de R. ulmifolius tienen típicamente 5 folíolos, lo que la diferencia de Rubus caesius, que tienen 3.

Tiene hojas imparipinnadas, la mayoría compuestas por cinco folíolos peciolulados y puntiagudos, a veces solo tres, bastante variables, de forma elíptica ovada u obovada, con borde dentado o aserrado, de color verde oscuro por el haz y blanco-tomentoso por el envés.
Las flores, pentámeras, tienen pétalos ovalados casi siempre rosados, a veces blancos, de unos 10-15 mm y los sépalos son grises o tomentoso-blanquecinos. Nacen en racimos, dando lugar a inflorescencias de forma oblonga o piramidal.
Su fruto, la zarzamora o mora, es comestible y está formado por muchas pequeñas drupas arracimadas y unidas entre sí (polidrupa), de color rojo tornándose al púrpura negruzco al madurar. Su sabor es agradable aunque algo agrio.

## Hábitat y distribución
Es una planta muy invasiva y de crecimiento rápido que también puede multiplicarse vegetativamente generando raíces desde sus ramas. Puede colonizar extensas zonas de bosque, monte bajo, laderas o formar grandes setos en un tiempo relativamente corto.
Es frecuente en setos y ribazos y su distribución original abarca casi toda Europa, el norte de África y el sur de Asia. También ha sido introducida en América y Oceanía, con efectos muy negativos como maleza; por ejemplo, en  Chile y Uruguay es considerada una especie invasora. Sin embargo, la venta de sus frutos y sus subproductos también significa una fuente de ingresos para muchas familias, quienes realizan la recolección de sus frutos.[cita requerida]

## Taxonomía
Rubus ulmifolius fue descrita por Heinrich Wilhelm Schott y publicado en Isis oder encyclopädische Zeitung von Oken 1818(5): 821. 1818.
Etimología
Ver: Rubus
ulmifolius: epíteto específico que hace referencia al parecido de los folíolos de sus hojas con las del olmo (Ulmus minor).
Citología
Número de cromosomas de Rubus ulmifolius (Fam. Rosaceae) y táxones infraespecíficos:  n=7.
Taxones infraespecíficos
Prácticamente todos son meros sinónimos de la especie, pero los siguientes son taxonómicamente aceptados:
- Rubus ulmifolius var. bellidiflorus (C.Koch) Focke]
- Rubus ulmifolius var. chlorocarpus (Bor. in Genev.) Focke
- Rubus ulmifolius var. dalmatinus (Tratt.) Focke
- Rubus ulmifolius var. inermis (Willd.) Focke
- Rubus ulmifolius subsp. rusticanus (Mercier) Focke
- Rubus ulmifolius subsp. sanctus (Schreb.) Sudre

Sinonimia
- Rubus albidiflorus (Sudre) Boubet
- Rubus amoenus var. hispanicus (Willk.) Willk.
- Rubus amoenus var. microphyllus Lange
- Rubus arduennensis subsp. collicola (Sudre) Sudre
- Rubus bujedanus Sennen & Elías
- Rubus castellanus Sennen & Elías
- Rubus collicola Sudre
- Rubus cyrenaicae Hruby
- Rubus discolor Weihe & Nees
- Rubus edouardi Sennen
- Rubus flagelaris var. inermis Willd. ex Ser. in DC.
- Rubus fruticosus L.
- Rubus garbetinus Sudre
- Rubus gerundensis Sennen
- Rubus heteromorphus Ripart ex Genev.
- Rubus hispanicus Willk.
- Rubus inermis Pourr.
- Rubus insignitus Timb.-Lagr. & P.J.Müll.
- Rubus legionensis Gand.
- Rubus lemaitrei Ripart ex Genev.
- Rubus longipetiolatus Sennen
- Rubus minutiflorus Lange
- Rubus pilosus var. discolor (Weihe & Nees) Dumort.
- Rubus pubescens var. discolor (Weihe & Nees) Karsch
- Rubus rusticanus Mercier in Reut.
- Rubus segobricencis Pau
- Rubus simusifolius Sennen
- Rubus subdolus Sudre
- Rubus ulmifolius Schott
- Rubus valentinus Pau
- Rubus villicaulis subsp. discolor (Weihe & Nees) Čelak.
- Rubus vulgaris Bubani[6]

## Usos
La zarzamora es una fruta del bosque dulce muy popular en pastelería para la preparación de postres, mermeladas y jaleas y, a veces, vinos y licores.
Las hojas desecadas, utilizadas como infusiones, tienen propiedades astringentes, antisépticas urinarias y bucales y también diuréticas. La mora negra o zarzamora contiene sales minerales y vitaminas A, B y C. Por su alto contenido de hierro es utilizada para prevenir y combatir la anemia. Entre otras facultades, estudios recientes comprobaron que el elevado contenido de flavonoides (taninos que también poseen los vinos tintos) contribuye a prevenir el cáncer y disminuir el colesterol.
Las cortezas de los tallos se utilizan como material de cestería y para hacer cuerdas. Es, por ejemplo, material tradicional para coser las colmenas de paja o skep hives de tradición anglosajona que aún se utilizan hoy en día.
Otro uso, poco conocido, es como sustituto del tabaco.

## Nombre común
- Castellano: amora, amural, andivia, barcical, barda, bardal, bardales de mora, bardo, barza, barzal, espineiro, espino, espino de moras, espino de zarza de moras, espino macho, espiun, espiño, espárragos de las zarzas, espín, ganzaba, mata de las moras, matachines, mora, mora cagona, mora centenera, mora gorrinera, mora migueleña, mora morronera, mora perrunera, mora sanmigueleña, moral, moras, moras de zarza, morianga, murra (sur de Chile), opino, ospiun, ospín, parvilla, raja, rajal, rama, ramajal, sangüeza, sarga, sarguera, sarza, silva, silva de mora carbonera, silva de mora colorada, silvar, silveira, silvo, uria, uría, xibrar, zarcera, zarza, zarza arroyera, zarza centenera, zarza común, zarza de la mora, zarza de las moras, zarza de mora encarnada, zarza de mora negra, zarza de moras, zarza macho, zarza mora, zarza morera, zarza morisca, zarza morronera, zarza perrunera, zarza tardida, zarza truchera, zarza-mora, zarzafina, zarzal, zarzales, zarzalón, zarzamora, zarzamora de monte, zarzamora perrunera, zarzamoras, zarzarraya, zarzas, zarzas de moras, zarzo. Las cifras entre paréntesis corresponden a la frecuencia del vocablo en España; en negrita, los más comunes.[6]